# 一對一 (電影)
《一對一》（： Il-dae-il）是2014年的南韓電影，由金基德執導並編劇。該片是第71屆威尼斯影展「第11屆威尼斯日」單元的開幕片。
在2014年釜山國際電影節上，金基德在台上訪問中表示，這部電影「是根據最近幾年發生的一起威脅民主權利的事件改編的，但沒有任何影評家或記者提到這一事件」，並懸賞一千萬韓元給猜中該事件的人。

## 劇情
5月9日晚上，一名叫吳敏珠的女高中生在回家路上突然發現自己被兩名男子尾隨。她驚慌失措地急忙逃跑，但最終被早已埋伏的第三名男子制伏。那兩名尾隨的男子趕上來，合力架住她，讓第三名男子用黑膠帶捂住她的頭部，導致她窒息身亡。當她被發現時，衣衫不整。
一年後，吳賢和他的女友在餐廳吃晚餐。雖然女友一直問他工作的事，吳賢卻總是避而不談，刻意迴避任何相關話題。當晚，送走女友後，吳賢準備開車回家，卻意外地被兩名穿著軍裝的男子綁架。
吳賢被帶到一個陰森的地方，經過殘酷的拷問後，最終承認了他在去年5月9日犯下的罪行。不久後，一名叫鄭易世的男子也被同一夥人綁架，經過折磨後，他在車內開槍自殺。這個團夥是由一個名為「影子」的恐怖組織中的七名成員組成，他們聯合起來，逐一審問去年殺害吳敏珠的七名嫌疑人，逐步逼近真正的凶手。
吳賢暗中跟蹤「影子」成員，發現了這些人的真實身份。兩群迷茫的人馬，一群徬徨的靈魂，手持利刃，彼此傷害……

## 演員陣容
- 馬東石 飾演 影子領袖[8]
- 金永敏 飾演 吳賢
- 李伊庚 飾演 影子1號[9]
- 趙東仁 飾演 影子2號
- 劉台午 飾演 影子3號
- 安智慧 飾演 影子4號
- 趙載龍 飾演 影子5號
- 金重基 飾演 影子6號
- 朱熙中 飾演 鄭伊世
- 崔貴華 飾演 吳志夏
- 黃健 飾演 吳正澤
- 劉延洙 飾演 晉浩成
- 孫鐘鶴 飾演 邊吳九
- 林華映 飾演 智惠
- 延智海 飾演 吳敏珠
- 朴素淡 饰演 茶坊吴姑娘
- 金宗九 飾演 軍官（特别出演）
- 李恩宇 飾演 吳志夏的妻子（特别出演）

## 外部連結
- NAVER上《一對一》的资料
- 韩国电影数据库（KMDb）上《一對一》的資料
- 互联网电影数据库（IMDb）上《一對一》的资料（英文）
- 《一對一》在HanCinema的页面（英文）
- 爛番茄上《一對一》的資料（英文）
- AllMovie上《一對一》的资料（英文）